# 159

## Родени
- Гордиан I, римски император.